# ماشروم‌هد
ماشروم‌هد (انگلیسی: Mushroomhead) یک گروه هوی متال آمریکایی از کلیولند، اوهایو است که در سال ۱۹۹۳ تشکیل شد.